# Kortlås
Kortlåset ersätter vanligt nyckelhålslås och istället har man ett hålkort eller magnetkort, som öppnar dörren, när man för in kortet i avläsaren.
Kortlås finns oftast till rum på hotell och fartygshytter. Kortlåset öppnar inte bara rumsdörren, utan ger oftast tillträde till hissar, P-hus, motionsrum och andra aktiviteter som aktiverats i kortet vid köp av tjänsterna. När giltighetstiden för kortet gått ut, så fungerar det inte som "nyckel" längre och på så sätt undviks att obehöriga har nycklar.